# Miguelroméroïte
La miguelroméroïte est un minéral de formule chimique Mn5(AsO3OH)2(AsO4)2(H2O)4 ou MnMn2Mn2(AsO4)2(HAsO4)2· 4H2O, nommé en l'honneur de Miguel Romero Sanchez, chimiste, leader de l'agro-industrie, homme politique et philanthrope mexicain, par Anthony Robert Kampf. Le minéral, décrit pour la première fois en 2008 a été nommé en 2009, la même année où il a été approuvé par l'IMA.
La miguelroméroïte fait partie du groupe de l'hureaulite et se trouve être un analogue de la sainfeldite. Les échantillons type de la mine Veta Negra, au Chili, découverts en 1997, étaient à l'origine étiquetés « villyaellenite ».

## Propriétés
La miguelroméroïte, dérivé de la hureaulite, représente la variation manganèse de la sainfeldite. Initialement identifiée de manière erronée sous le nom de villyaellenite en raison de la présence rare de microcristaux d'arséniate complexes, cette espèce est reconnue comme un composé synthétique. La miguelroméroïte présente des caractéristiques pléochroïques, un phénomène optique qui confère aux gemmes des teintes différentes selon l'axe d'observation. Vue selon l'axe Z, le minéral montre une nuance de rose pâle. Sa redéfinition en tant qu'espèce intermédiaire de la série en fait le représentant entièrement du manganèse de celle-ci. Les cristaux, atteignant une longueur de 4 cm, adoptent une forme allongée sur [001] avec des faces {100}, {110} et {101̅}.

## Structure
La structure du minéral est définie par un arrangement de pentamères octaédriques à bords partagés. Ces pentamères sont liés dans une structure lâche en partageant des coins avec les octaèdres des pentamères adjacents, et ils sont également liés par des tétraèdres AsO4 et AsO3OH. Trois sites octaédriques distincts sont présents, désignés comme M1, M2 et M3. Dans la structure de la miguelroméroïte, tous les sites octaédriques sont occupés par du manganèse, avec des longueurs moyennes de liaison se situant dans une plage relativement étroite. Cependant, des différences entre les sites suggèrent la présence de petites quantités de zinc et de calcium aux sites M2 et M3.

## Gisements

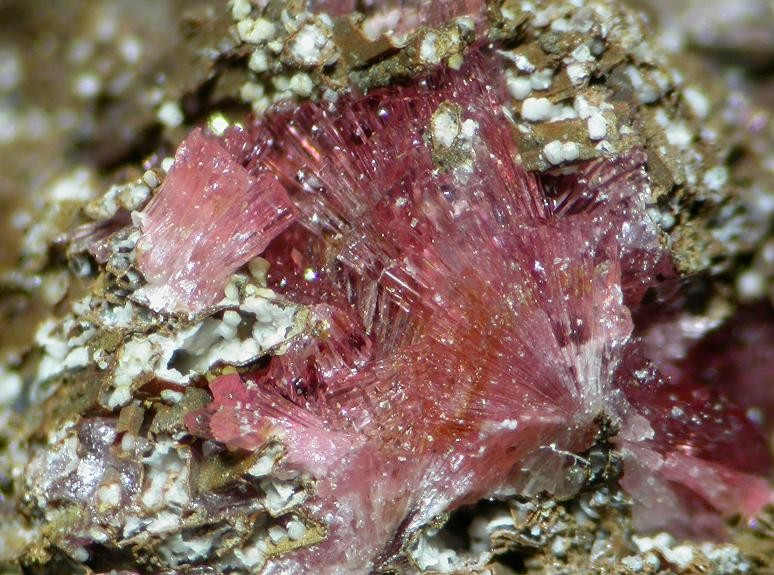
Échantillon de la mine de Veta Negra, Province de Copiapó, région d'Atacama, au Chili.

Les échantillons provenaient de la mine Veta Negra au Chili, la localité type. Les autres mines comprennent la mine Gozaisho sur l'île de Honshu, au Japon, et la mine Ojuela à Mapimi, dans le Durango, au Mexique. De la miguelroméroïte a été trouvée aussi dans la mine Jote, voisine de celle de Veta Negra, et dans la mine Sterling, à Ogdensburg, dans le New Jersey, aux États-Unis.

### Groupe de l'hureaulite
- Hureaulite : Mn2+5(PO3OH)2(PO4)2,4(H2O), C 2/c; 2/m
- Miguelroméroïte : Mn2+5(AsO3OH)2(AsO4)2,4(H2O), C 2/c; 2/m
- Nyholmite : Cd3Zn2(AsO3OH)2(AsO4)2,4(H2O), C 2/c; 2/m
- Sainfeldite : Ca5(AsO3OH)2(AsO4)2,4(H2O), C 2/c; 2/m
- Villyaellenite : Mn2Ca2(AsO3OH)2(AsO4)2,4(H2O), C 2/c; 2/m